# Estadio Luis Tróccoli
Das Estadio Luis Tróccoli ist ein Fußballstadion mit Leichtathletikanlage im Stadtviertel La Paloma der uruguayischen Hauptstadt Montevideo.

## Geschichte
Die Einweihung des Stadions erfolgte am 22. August 1964. An diesem Tag fand dort ein Freundschaftsspiel zwischen CA Cerro und dem argentinischen Club River Plate statt, das der heimische Verein vor 15.803 Zuschauern mit 5:2 gewinnen konnte. Heute fasst es 25.000 Zuschauer. Der Fußballverein CA Cerro trägt hier seine Heimspiele aus. Die Sportstätte ist nach dem Politiker und ehemaligen Präsident Luis Tróccoli benannt.

## Galerie

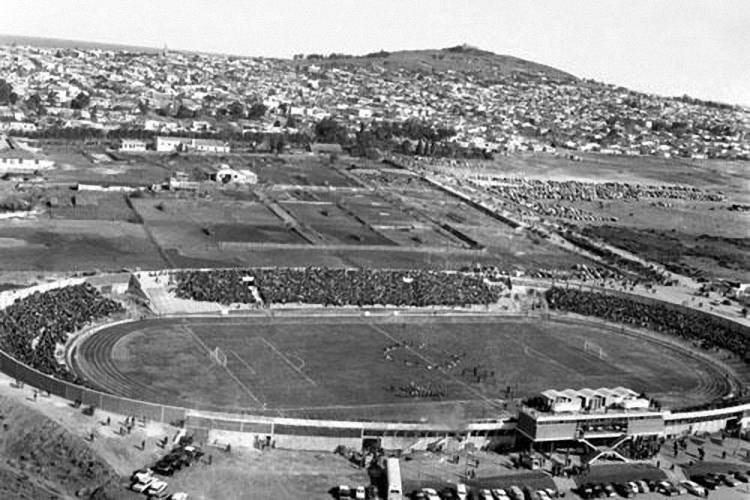
Eröffnung des Stadions am 22. August 1964 mit der Partie CA Cerro gegen River Plate aus Buenos Aires (5:2)
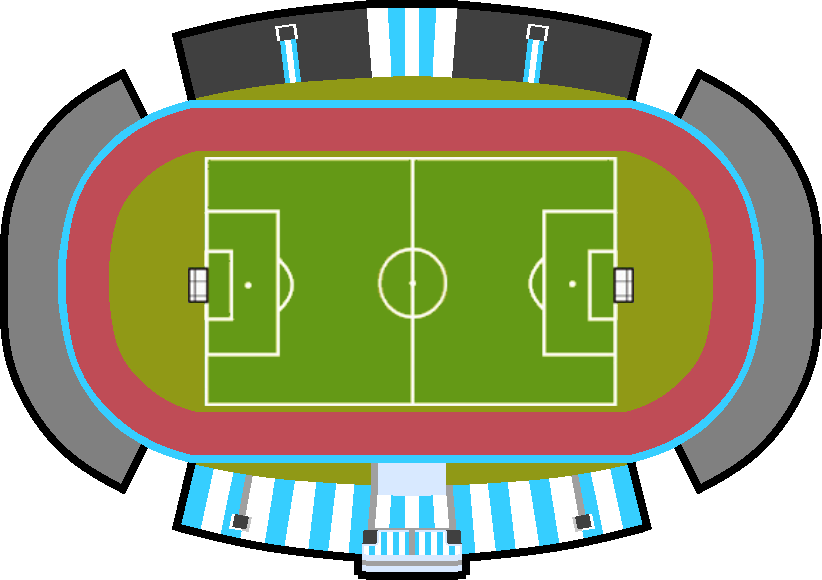
Tribünenplan